# Omawumi
Omawumi Megbele, conocida por su nombre artístico Omawumi, es una cantautora y actriz nigeriana. Es embajadora de marca de Globacom, y parte de la campaña llamada "Levántate con la energía de África".

## Carrera
Megbele ganó atención como finalista de 2007 en West African Idols, un programa de telerrealidad que forma parte de la franquicia Idols.
Debutó en pantalla en 2010 con la película ganadora del premio AMAA, Inale. Desde entonces, ha participado en películas como Make a Move y House of Gold.

## Filmografía
| Año  | Título               | Rol            | Notas                                                       |
| ---- | -------------------- | -------------- | ----------------------------------------------------------- |
| 2010 | Inale                |                | Junto a Hakeem Kae-Kazim, Caroline Chikezie y Nse Ikpe-Etim |
| 2011 | The Return of Jenifa |                | Junto a Funke Akindele y Helen Paul                         |
| 2013 | House of Gold        | Nina Dan Ansah | Junto a Yvonne Nelson y Majid Michel                        |
| 2014 | Make a Move          |                | Junto a Ivie Okujaye y Majid Michel                         |

## Premios y nominaciones
| Año  | Evento       | Premio                                | Nominado                              | Resultado | Ref.          |
| ---- | ------------ | ------------------------------------- | ------------------------------------- | --------- | ------------- |
| 2009 | Headies 2009 | Mejor interpretación vocal (femenina) | "In the Music"                        | Ganadora  |               |
| 2014 | Premios ELOY | Mejor Artista Femenina                |                                       | Nominada  | [ 9 ]         |
| 2016 | Headies 2016 | Mejor interpretación vocal (femenina) | "Play Na Play" (con Angélique Kidjo ) | Nominada  | [ 10 ] [ 11 ] |
| 2018 | Headies 2018 | Mejor grabación del año               | "Butterflies"                         | Nominada  | [ 12 ]        |
| 2018 | Headies 2018 | Mejor interpretación vocal (femenina) | "Butterflies"                         | Ganadora  | [ 12 ]        |